# 微齿楼梯草
微齿楼梯草（学名：Elatostema microdontum）为荨麻科楼梯草属的植物，是中国的特有植物。分布于中国大陆的云南等地，生长于海拔300米至400米的地区，常生长在山沟热带雨林中，目前尚未由人工引种栽培。